# Білоус Василь Тимофійович
Василь Тимофійович Білоус — український поет.

## Біографія
Народився Василь Білоус у багатодітній родині. Його батьки і їх п'ятеро дітей в 1918 році померли від тифу. Шестеро дітей і найменший Василько вижили. Після закінчення 7 класів в школі сусіднього села Дмитрашківка, він працював у своєму селі учителем з ліквідації неписьменності. Через певний час добровільно поїхав на будівництво ДніпроГЕСу. Згодом Василь закінчив Зінов'євський (Кіровоградський) інститут соціального виховання, а пізніше — Кіровоградський державний педагогічний інститут.
Після його одруження на Войченко Надії Юхимівній вони працювали педагогами в школв села Федвар (Підлісне). З 1936 року він і дружина працюють педагогами в школі села Бовтишка Олександрівського району Кіровоградської обасті. В їх народжуються син Володимир, а пізніше дочка Таміла.
З початком німецько-радянської війни Василь залишився на окупованій території, де створив підпільну групу, яка з часом досягла 40 осіб. Після двох обшуків поліції і його арешту та подальшого звільнення Василь пішов у партизанський загін, який діяв у Нерубаєвському лісі і з яким його підпільна група підтримувала зв'язок.
Після об'єднання партизанського загону з наступаючою радянською армією його в армію не взяли, а як особу, що знала добре обстановку у звільненому селі Бовтишка, то його військові назначили головою сільради, оскільки в селі Бовтишка розташувався штаб командувача Українського фронту Маршала Конєва, який в цей час здійснював відому Корсунь-Шевченківську операцію. Пізніше Василя районне керівництво назначило головою колгоспу. Коли він налаштовував роботу в одному колгоспі його назначали в інший тому, що він активно захищав справи колгоспів і колгоспників, які отримували мізерні заробітки і в яких працювали переважно жінки, особливо з настанням голоду 1947 року.
Пізніше, з великими труднощами, йому удалося звільнитися з посади голови колгоспу і Василь працював педагогом у декількох сільських школах. Василь бачив, що в державі почали з'являтись вагомі досягнення, але вони оплачувалися мільйонами людських жертв, зокрема, знищенням кращих сільських хазяїв, інтелектуального цвіту нації, етноцидом і лінгвоцидом, дикою безгосподарністю і т.і. Він зрозумів, що згубна вся радянська система, а також усвідомив згубність комуно-імперської ідеології, особливо щодо України.
З 1962 року Василь з сім'єю мешкають в селі Цибулево Знам'янського району Кіровоградської області. У своєму оточені він не знаходив однодумців, а його душа і серце постійно прагнули висловитись — тому він періодично писав щоденники й вірші в яких відкрито передавав свій душевний стан та думки. Тобто говорив сам з собою, «…і мені наче на душі ставало легше». 
За життя Василь у вагомих виданнях не публікувався, лише коли він більш-менш наполегливо працював, його вірш «Косарі» був опублікований в альманасі «Літературна молодь» вид. «Радянський письменник», 1952 р. Увесь поетичний доробок Василя Білоуса його син Володимир упорядкував і видавництво «Сучасний письменник» об'єднало ці поезії у книжку «Ритми зраненого серця», яку видало у Києві в 2009 році. У передмові до цієї книжки відомий письменник — лауреат Державної премії ім. Т. Г. Шевченка Володимир Коломієць, назвав Василя Білоуса: «Поет, утрачений для своїх сучасників». 
Помер Василь Білоус у 1990 році, на жаль, трохи не дожив до проголошення незалежності України.